# Eumir Marcial
Eumir Marcial (Zamboanga, 29 de outubro de 1995) é um boxeador filipino, medalhista olímpico.

## Carreira
Marcial venceu o Campeonato Mundial Júnior da Associação Internacional de Boxe em 2011, três anos depois de começar a treinar pela primeira vez. Ele conquistou a medalha de bronze nos Jogos Olímpicos de Verão de 2020 em Tóquio, após confronto na semifinal contra o ucraniano Oleksandr Khyzhniak na categoria peso médio. Em seguida, assinou profissionalmente com o Premier Boxing Champions (PBC).